# Dante Stills
Dante Stills (Fairmont, 14 dicembre 1999) è un giocatore di football americano statunitense che milita nel ruolo di defensive end per gli Arizona Cardinals della National Football League (NFL).

## Carriera

### Arizona Cardinals
Al college Stills giocò a football a West Virginia. Fu scelto nel corso del sesto giro (213º assoluto) del Draft NFL 2023 dagli Arizona Cardinals. Debuttò come professionista subentrando nella gara del secondo turno contro i New York Giants mettendo a segno 2 tackle. Nella settimana 5 fece registrare il suo primo sack su Joe Burrow dei Cincinnati Bengals. La sua prima stagione si chiuse con 47 placcaggi, 3,5 sack e un fumble recuperato in 15 presenze, di cui 8 come titolare.

## Vita privata
Il fratello, Darius Stills, giocò con lui nella linea difensiva dei Mountaineers . Il padre, Gary Stills, fu una stella di West Virginia e giocò nella NFL per dieci stagioni. Anche lo zio, Ken Stills, e il cugino, Kenny Stills giocarono nella NFL.